# 阿氏軟泥鰻
阿氏軟泥鰻為輻鰭魚綱鰻鱺目通鰓鰻科的其中一種，分布於東太平洋及東北大西洋海域，為深海魚類，棲息深度1790-3225公尺，體長可達44.7公分，生活在大陸坡。

## 擴展閱讀
維基物種上的相關：阿氏軟泥鰻